# Ichneumon intermedius
Ichneumon intermedius är en stekelart som beskrevs av Constantineanu och Voicu 1977. Ichneumon intermedius ingår i släktet Ichneumon och familjen brokparasitsteklar. Inga underarter finns listade i Catalogue of Life.